# Доба раціоналізму

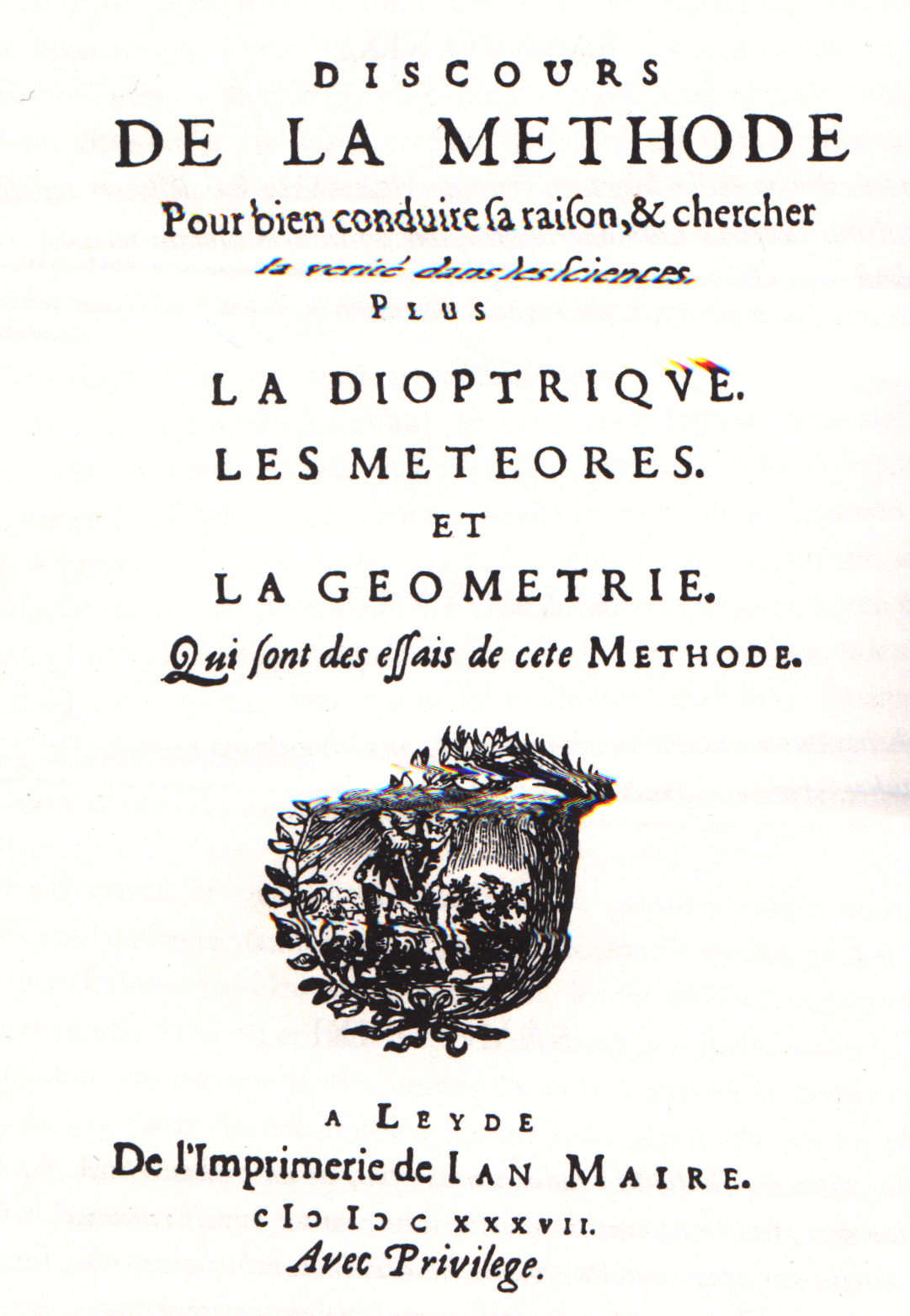
Титульна сторінка «Міркування про метод» Рене Декарта

Доба Раціоналізму (англ. Age of Rationalism, фр. Siècle du Rationalisme) — період європейської та світової історії, що охоплює XVII та початок XVIII століть, наступний за добою Відродження або ж Реформації. Передує добі Просвітництва.
Іноді Добу Раціоналізму об'єднують з добою Просвітництва у «Добу Розуму» (англ. Age of Reason), або ж розглядають як ранню стадію Просвітництва. Визначення «Доба Раціоналізму» використовують також для позначення XVII сторіччя в цілому

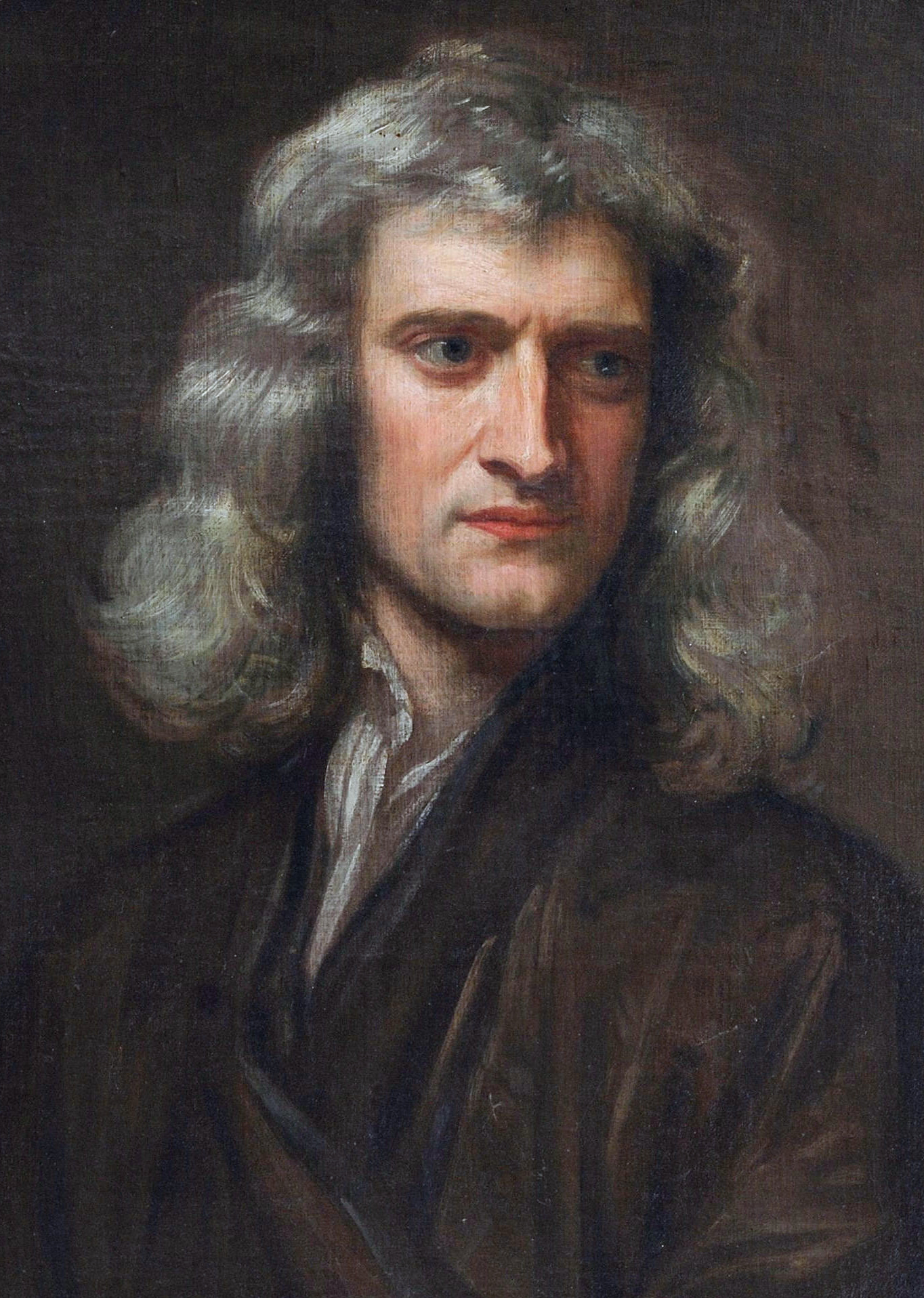
Ісаак Ньютон. Портрет роботи Г.Неллера

## Часові рамки
Оскільки і за суттю, і за назвою Добу Раціоналізму пов'язують із розвитком європейської філософії, її початком вважають видання «Міркування про метод» Рене Декарта (1637), рідше — «Нового органона» Френсіса Бекона (1620, останній, втім, був не раціоналістом, а емпіриком). Завершення доби частіше визначають початком доби Просвітництва: для Британії — Славною революцією 1688 року або ж унією 1707 року, для континентальної Європи — смертю Людовіка XIV (1715) або ж появою «Перських листів» Монтеск'є (1721).

## Характерні риси доби
Доба Раціоналізму була часом завершення наукової революції XVI–XVII сторіч, визначальною подією якої стала публікація в 1687 «Математичних начал натуральної філософії» Ісаака Ньютона. Це була також доба Гроція, Спінози, Гоббса, Локка і Лейбніца.

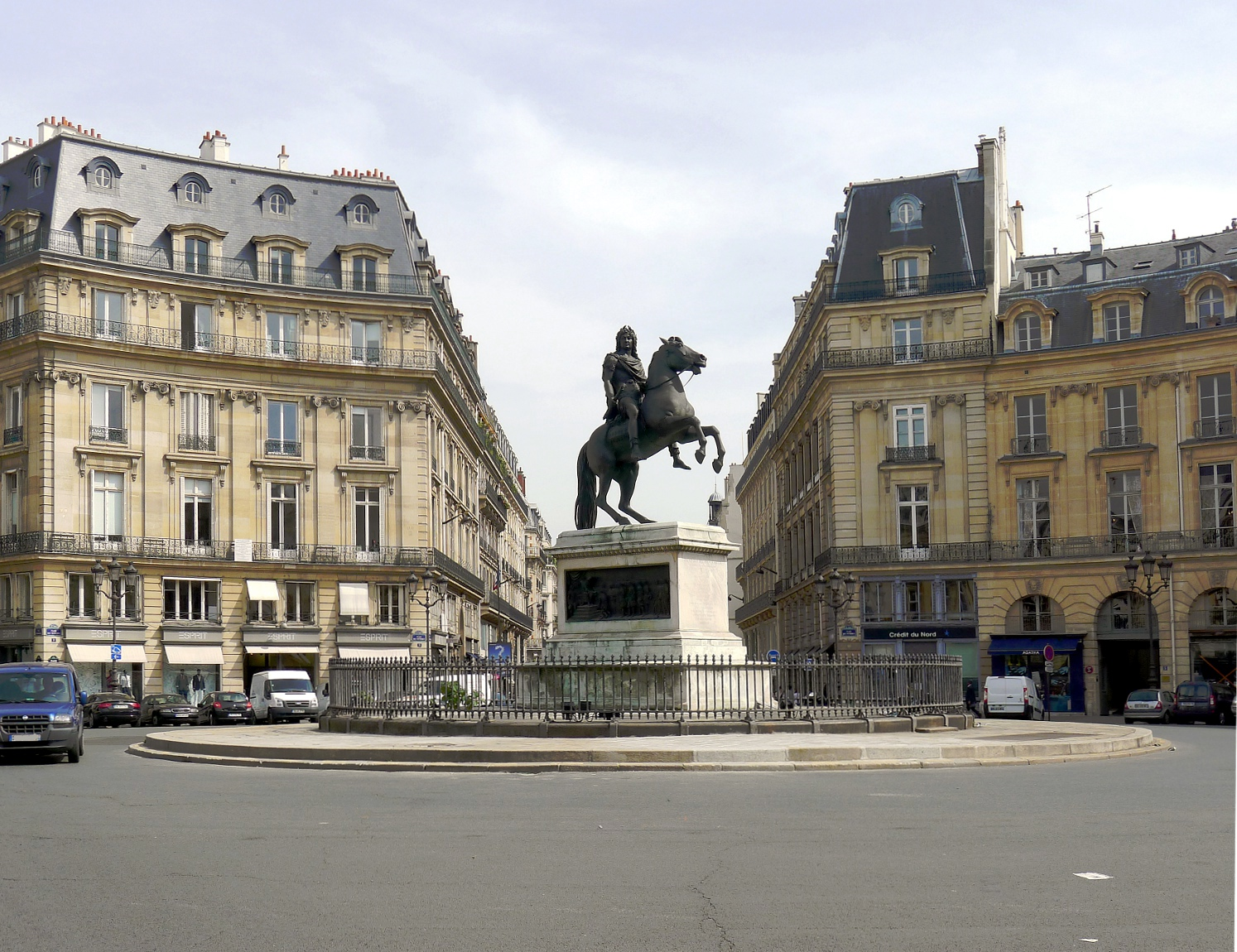
Статуя Людовіка XIV на Площі Перемог у Парижі

В Європі в цей час з'явилися академії, найпершими з яких були Французька академія і академія наук, Лондонське королівське та Берлінське наукове товариство, газети та журнали.
З політичної точки зору Доба Раціоналізму була насамперед часом абсолютних монархій, утвердження яких тепер обґрунтовувалося аргументами раціональної філософії. Класичним зразком такої монархії була Франція Людовіка XIV, а ідеалом — «регулярна держава» Пуфендорфа і Лейбніца, що надихала Карла XI, Карла XII, Петра I та Фрідріха Вільгельма I.
Водночас потужною була й інша, революційна тенденція — адже саме в цей час відбулися Фронда, Шотландська, Англійська та Шведська революції, а спроба Реставрації Стюартів зрештою призвела до Славної революції 1688 року.
Доба Раціоналізму розпочиналася як епоха бароко (хоча цей художній стиль і виник раніше), а завершувалася як доба класицизму.